# Delmont (Pennsilvània)
Delmont és una població dels Estats Units a l'estat de Pennsilvània. Segons el cens del 2000 tenia 2.497 habitants.

## Demografia
Segons el cens del 2000, Delmont tenia 2.497 habitants, 1.070 habitatges, i 714 famílies. La densitat de població era de 901 habitants per quilòmetre quadrat.
Dels 1.070 habitatges en un 31% hi vivien nens de menys de 18 anys, en un 55,4% hi vivien parelles casades, en un 9,3% dones solteres, i en un 33,2% no eren unitats familiars. En el 29,9% dels habitatges hi vivien persones soles el 12,1% de les quals corresponia a persones de 65 anys o més que vivien soles. El nombre mitjà de persones vivint en cada habitatge era de 2,33 i el nombre mitjà de persones que vivien en cada família era de 2,91.
Per edats la població es repartia de la següent manera: un 24,4% tenia menys de 18 anys, un 6,2% entre 18 i 24, un 31% entre 25 i 44, un 24,7% de 45 a 60 i un 13,7% 65 anys o més.
L'edat mediana era de 39 anys. Per cada 100 dones de 18 o més anys hi havia 88,2 homes.
La renda mediana per habitatge era de 39.700 $ i la renda mediana per família de 52.056 $. Els homes tenien una renda mediana de 39.097 $ mentre que les dones 25.804 $. La renda per capita de la població era de 21.090 $. Entorn del 4,6% de les famílies i el 6,9% de la població estaven per davall del llindar de pobresa.

## Poblacions properes
El següent diagrama mostra les poblacions més properes.